# Clarisse Hahn
Pour les articles homonymes, voir Hahn.
Clarisse Hahn est une artiste française née en 1973 à Paris.

## Biographie
A travers ses photographies, ses films et ses installations vidéo, Clarisse Hahn poursuit une recherche sur des communautés telles que la bourgeoisie protestante, les kurdes, les acteurs de films porno, la communauté S.M, le personnel hospitalier... Elle s’attache au rôle social du corps et aux codes comportementaux que ces formes de vies communautaires impliquent. 
En 2012, elle réalise Los Desnudos. Ce documentaire suit le mouvement protestataire au Mexique de paysans et paysannes expropriées qui réclament leurs terres depuis vingt ans. Elles et ils se dénudent deux fois par jour dans les rues de Mexico. 
En 2018, le travail de Clarisse Hahn est exposé au centre d'art de  Douchy-les-Mines.

## Filmographie
- Boyzone, travail en progrès, 1998/2013/...
- Hôpital, documentaire, 34 minutes, 1999
- Ovidie, documentaire, 90 minutes, 2000
- Karima, documentaire, 85 minutes, 2003
- Les Protestants, documentaire, 95 minutes, 2005
- Kurdish Lover, documentaire, 98 minutes, 2010, production: les films du présent, Avanton oy, 24 images.
- Notre corps est une arme, série de 3 films court : Prisons, Gerilla, Los Desnudos, 2012
- Queridos Amigos, film réalisé en collaboration avec Thomas Clerc, 20 minutes, 2013
- Mescaline, court-métrage, réalisation, production : Les films du Bélier, 45 min, 2017[3]

## Distinctions
- 2013 : Winner of the international competition, Festcurtas Belo Horizonte, Brésil (pour Prisons)
- 2012 : Short Film Award, Milano film festival, Italie (pour Prisons)
- 2011 : mention Spéciale du Jury, Rio De Janeiro International Women’s Film Festival, Brésil. (Kurdish lover)
- 2010 : prix du public long-métrage documentaire et prix du film français, festival international de films Entrevues de Belfort, France. (pour Kurdish lover).

Prix du meilleur film - compétition internationale, forumdoc, Belo Horizonte, Brésil. (Kurdish lover).
Grand prix de la compétition internationale, festival Traces de vie, Clermont-Ferrand, France. (pour Kurdish lover)
- 2005 : prix Gilles Dusein, pour l’ensemble de son travail